# Henry Reuterdahl

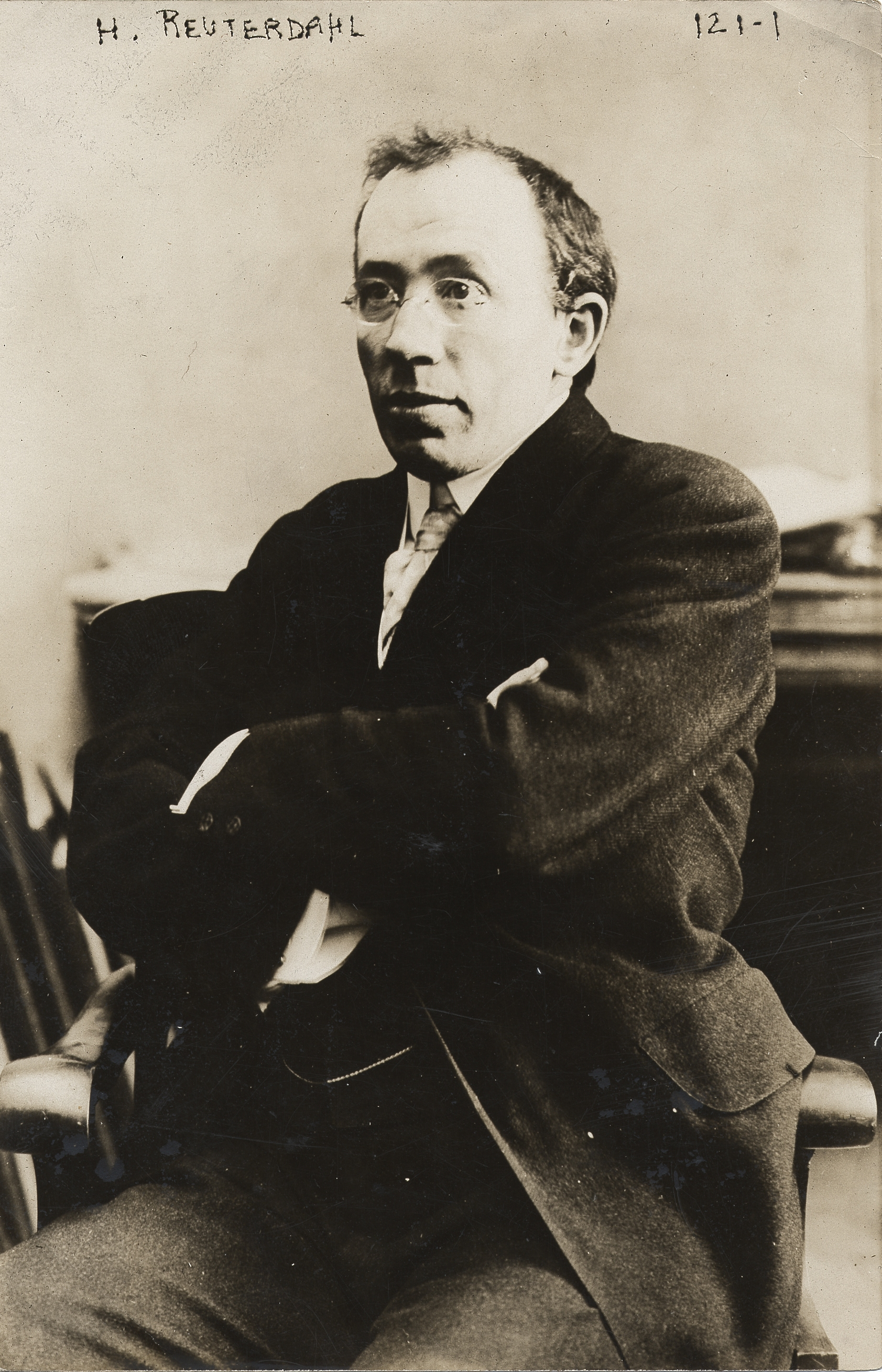
Henry Reuterdahl.

Henry Reuterdahl, född den 12 augusti 1870 i Malmö, död den 20 december 1925 i Washington, D.C., var en svensk-amerikansk illustratör och målare.
Han var berömd för sina marina konstverk, målningar och ritningar. Han hade ett långt förhållande till United States Navy. Förutom att fungera som befälhavare i United States Navy Reserve, valdes han av president Theodore Roosevelt att följa med Great White Fleet för Förenta staternas stridsflotta under resan 1907 för att dokumentera resan. Förutom konstverken han skapade var han frekvent författare på marinhistoriska ämnen och tjänstgjorde som redaktör för Jane's Fighting Ships, en årlig referensbok för krigsskepp publicerad av John F. T. Jane.

## Studier i Stockholm
Henry Reuterdahl studerade teckning för olika lärare i Stockholm. I Stockholm utförde han bland annat en del illustrationer för Ny Illustrerad Tidning.

## Emigration till Amerika

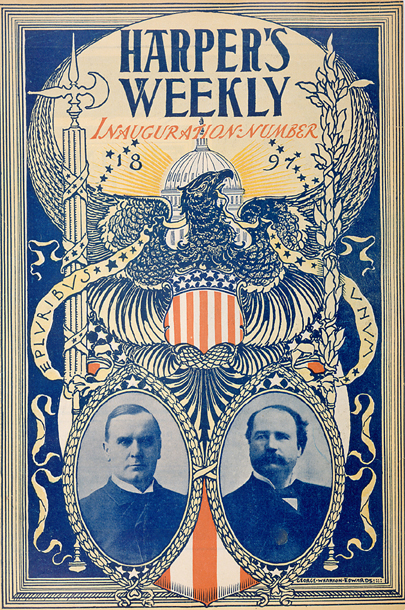
Omslag till Harper's Weekly 1897 (Harper's Weekly "Inaguration Number" 1897).

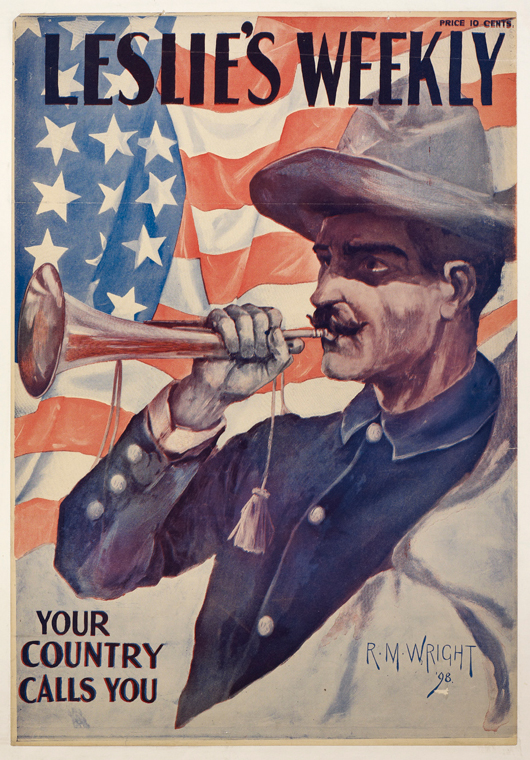
Omslag till Leslie's Weekly, 30 juni 1898. Illustration av R.M. Wright.

Som korrespondent för tidningen Svea illustrerad veckotidning reste han 1893 till utställningen i Chicago i Illinois i USA, till World's Columbian Exposition. Redan 1887 hade tidningen slagits ihop med Svenska Familj-Journalen och då blivit Svenska Familj-Journalen Svea illustrerad veckotidning. Världsutställningen i Chicago arrangerades för att fira 400-årsjubileet av Christoffer Columbus ankomst till Amerika. 1893 fick Reuterdahl beställning på att göra illustrationer av världsutställningen i Chicago,  World's Fair i Chicago. Han bestämde sig för att stanna kvar i USA, och efter sitt giftermål 1899 med Pauline Stephenson i Chicago bosatte han sig i Weehawken, New Jersey.
Inom kort erhöll han anställning som tecknare vid olika amerikanska illustrerade tidningar och i ett par dagblad i Chicago. Som tecknare var han bland annat anställd vid Frank Leslie's Illustrated Newspaper, som senare namnändrades till Leslie's Weekly. 1896 övergick Reuterdahl till veckotidskriften Harper's Weekly och 1897 flyttade han till New York och började alltmer ägna sig åt målning av tavlor, särskilt med motiv frän sjön. Han medföljde amerikanska flottan under Spansk-amerikanska kriget 1898,då USA krigade på ena sidan och Spanien på den andra sidan, och Reuterdahl gjorde sig då känd som säker marintecknare. Under spansk-amerikanska kriget 1898 var han med som tecknare och korrespondent. Under senare år tillhörde han tecknarstaben för tidningen Collier's Weekly slagskeppet Minnesota under flottans världsomsegling och slagskeppet Arkansas, där han utförde han ett stort antal teckningar från olika länders flottor.

## Kritik av flottans utrustning
En artikelserie i en amerikansk tidskrift 1908, i vilken han skarpt kritiserade amerikanska flottbyggnadssystemet, väckte oerhört uppseende och framkallade en av kongressenaten föranstaltad undersökning, som ledde till, att flera väsentliga ändringar vidtogs. 1908 offentliggjorde han uppsatsen där han bland annat beskrev bristerna i flottans utrustning, som föranledde Förenta staternas senat att göra undersökningar.

## Marinmåleri
Reuterdahl var amerikansk redaktör av Jane's Naval Annual. Henry Reuterdahl blev en av Förenta Staternas mest uppburna marinmålare och han framställde gärna moderna krigsfartyg i öppen sjö.
- Han målade ett stort antal tavlor, i vilka han med förkärlek behandlade det myllrande kaj- och hamnlivet.
- Hans stora målning Strid mellan USS Monitor och USS Merrimack (1912) tillhör Nationalmuseet i Washington, Naval History and Heritage Command (tidigare Naval Historical Center) vid Washington Navy Yard i Washington, D.C..
- I Annapolis i Maryland, där sjökrigsskolan United States Naval Academy ligger, finns en kollektion av tio av Reuterdahls marintavlor.
- Reuterdahl fick silvermedalj för tavlor vid Panamautställningen 1915, även kallad Franciscoutställningen 1915, eller som den officiellt heter The Panama–Pacific International Exposition (PPIE), en världsutställning i San Francisco, Kalifornien.[6][5] Panama-Pacific International Exposition, även kallad Panamauppvisningsutställningen 1915, var en världsfestival som hölls i San Francisco, Kalifornien, USA. Syftet var att fira slutförandet av Panamakanalen och dess 400-årsjubileum av upptäckten av Stilla havet. Utställningen arrangerades mellan februari och december 1915.
- Reuterdahl blev 1917 löjtnant och var 1918-1921 kapten i Förenta staternas flottas reserv.

## Representerad
- Nationalmuséet i Washington med målningen Striden mellan Monitor och Merrimac
- Nordiska museet i Stockholm
- Utvandrarnas hus i Växjö
- United States Naval Academy (USNA) i staden Annapolis i delstaten Maryland. I Sjökrigsskolans i Annapolis kollektion finns tio marinmålningar av Henry Reuterdahl.

## Senare liv
Som konstnär var Reuterdahl medlem av Society of Illustrators och American Watercolor Society. Han uppvisade sitt arbete år 1913 Armory Show, även om han inte ansågs vara modernist. Armory Show var en internationell konstutställning som ägde rum 17 februari – 15 mars 1913 i New York och arrangerades av Association of American Painters and Sculptors. Han undervisade också på Art Students League of New York.
I september 1925 intogs Reuterdahl till St. Elizabeths Government Hospital for the Insane i 
Washington, D.C., där han dog tre månader senare. Han är begravd på Arlingtonkyrkogården.

## Galleri

### Akvareller, Stockholmsvyer
Stockholms stadsmuseum förvärvade 1931 totalt 493 akvareller av Henry Reuterdahl, då museet köpte hans akvareller till ett värde av 6000 kronor.

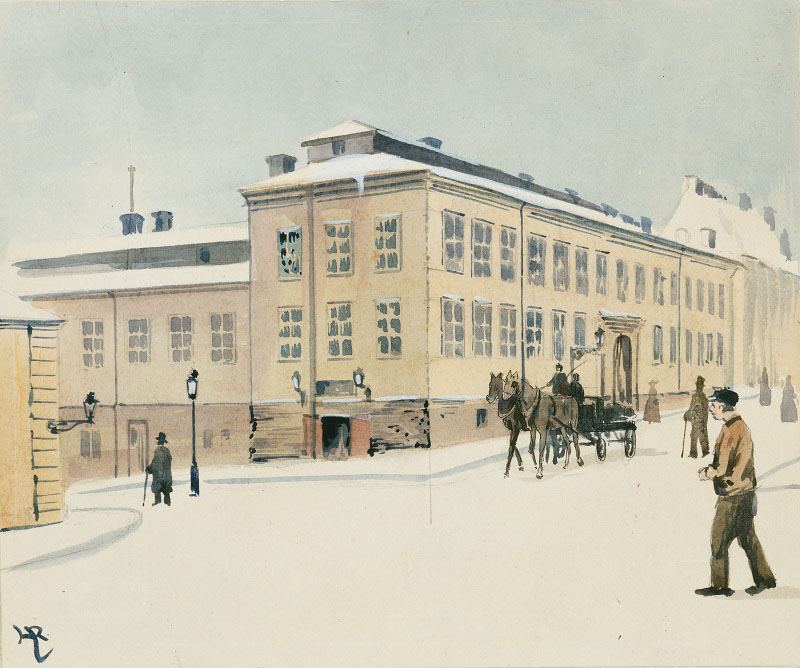
Södra stadshuset vid Ryssgården, Södermalm (1888).
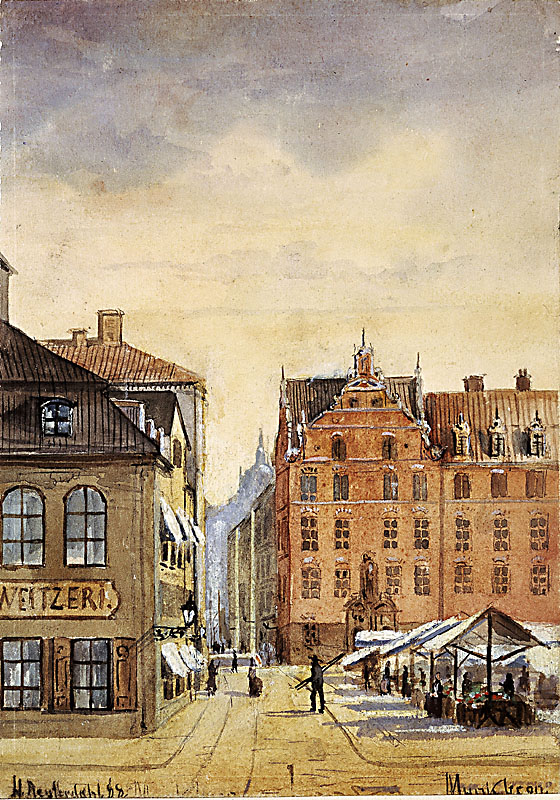
Munkbron, Petersenska huset, Munkbron 11, Gamla stan (1888).
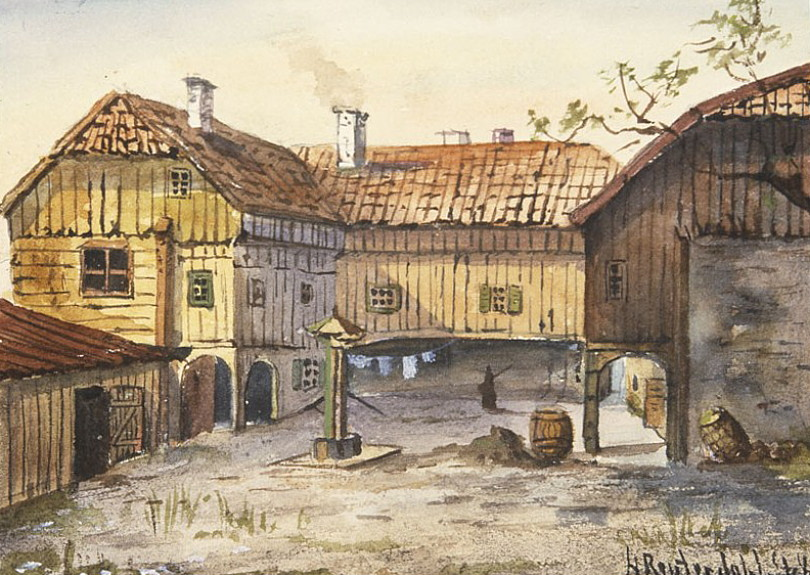
Innergården vid Källaren Hamburg, Götgatan, Södermalm (1888).
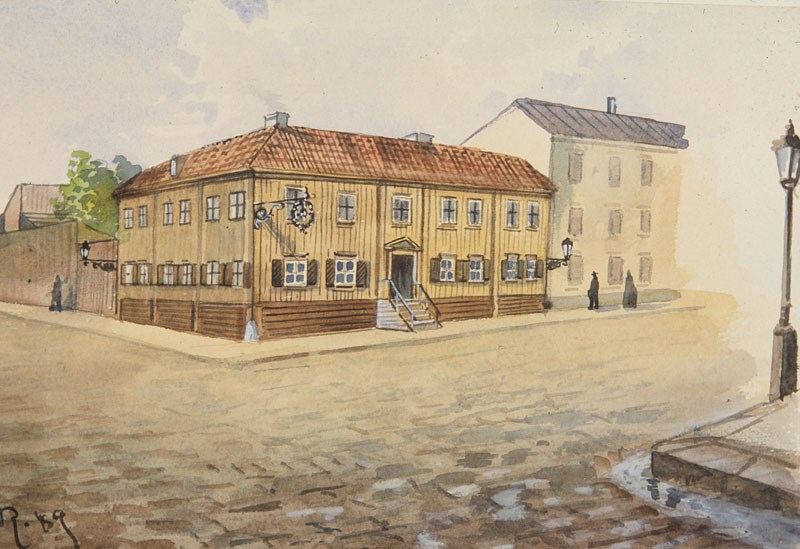
Källaren Hamburg, Götgatan, Södermalm (1889).
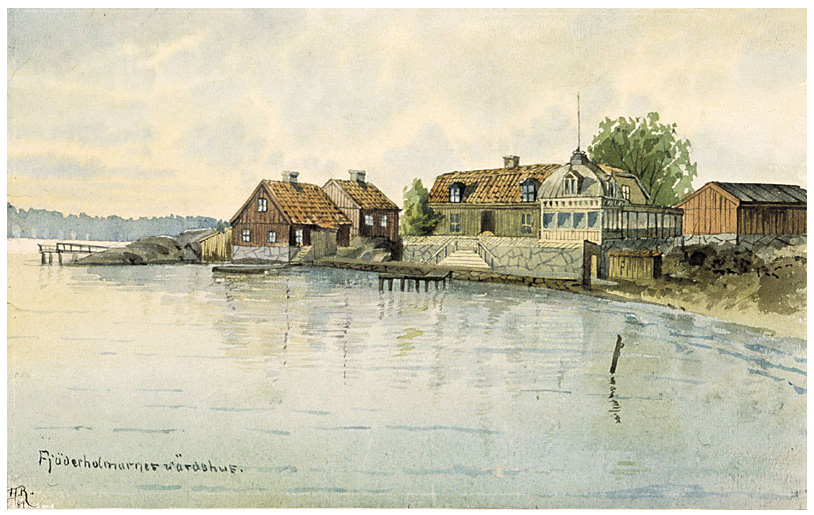
Fjäderholmarnas värdshus, öster om Djurgården, Stockholm (1889).
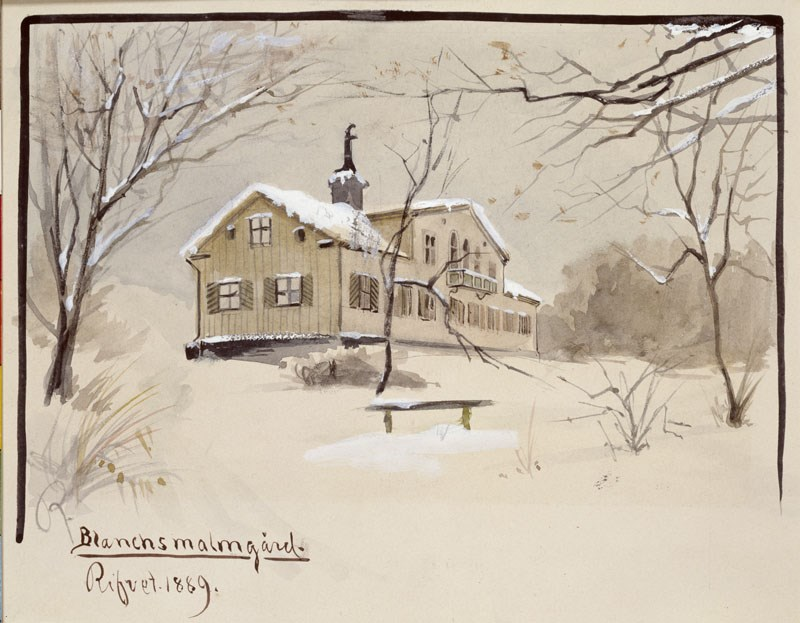
Blanches malmgård, Karlavägen, Östermalm. Huvudbyggnaden revs 1889.
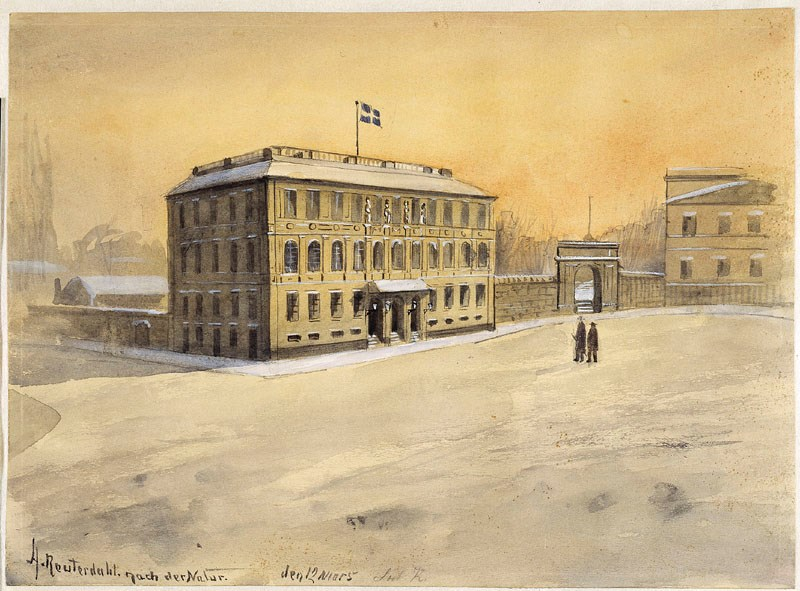
Södra Teatern, Mosebacke torg, Södermalm (1889).

Reuterdahl finns även representerad vid Nationalmuseum, Stockholm.

### Målningar av Great White Fleet
The Great White Fleet var det populära smeknamnet för den kraftfulla USA-flottans stridsflotta som genomförde en resa runt om i världen från den 16 december 1907 till den 22 februari 1909, på order av Förenta staternas president Theodore Roosevelt. Dess uppdrag var att göra vänliga gästbesök i många länder, samtidigt som den visade ny amerikansk sjömakt till världen.

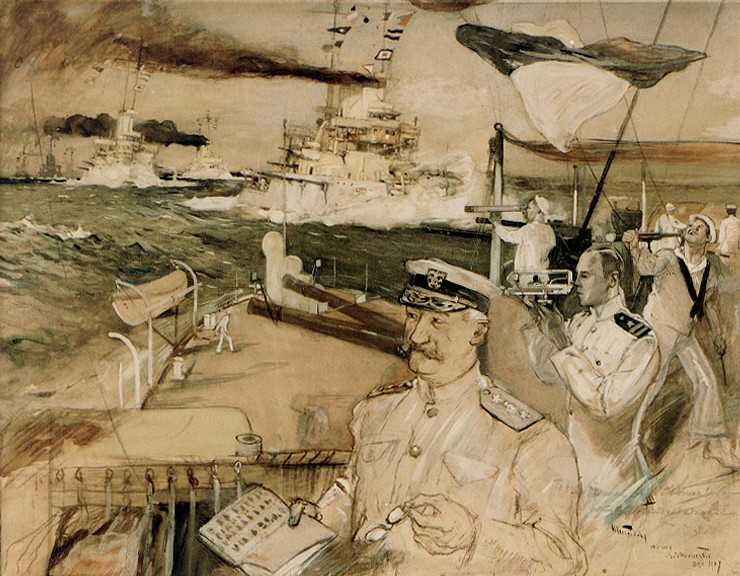
Great White Fleet at Sea, the Second Squadron, Dec. 1907, som visar konteramiralen Charles Mitchell Thomas (i mitten) ombord på USS Minnesota (BB-22). Teckning daterad december 1907.
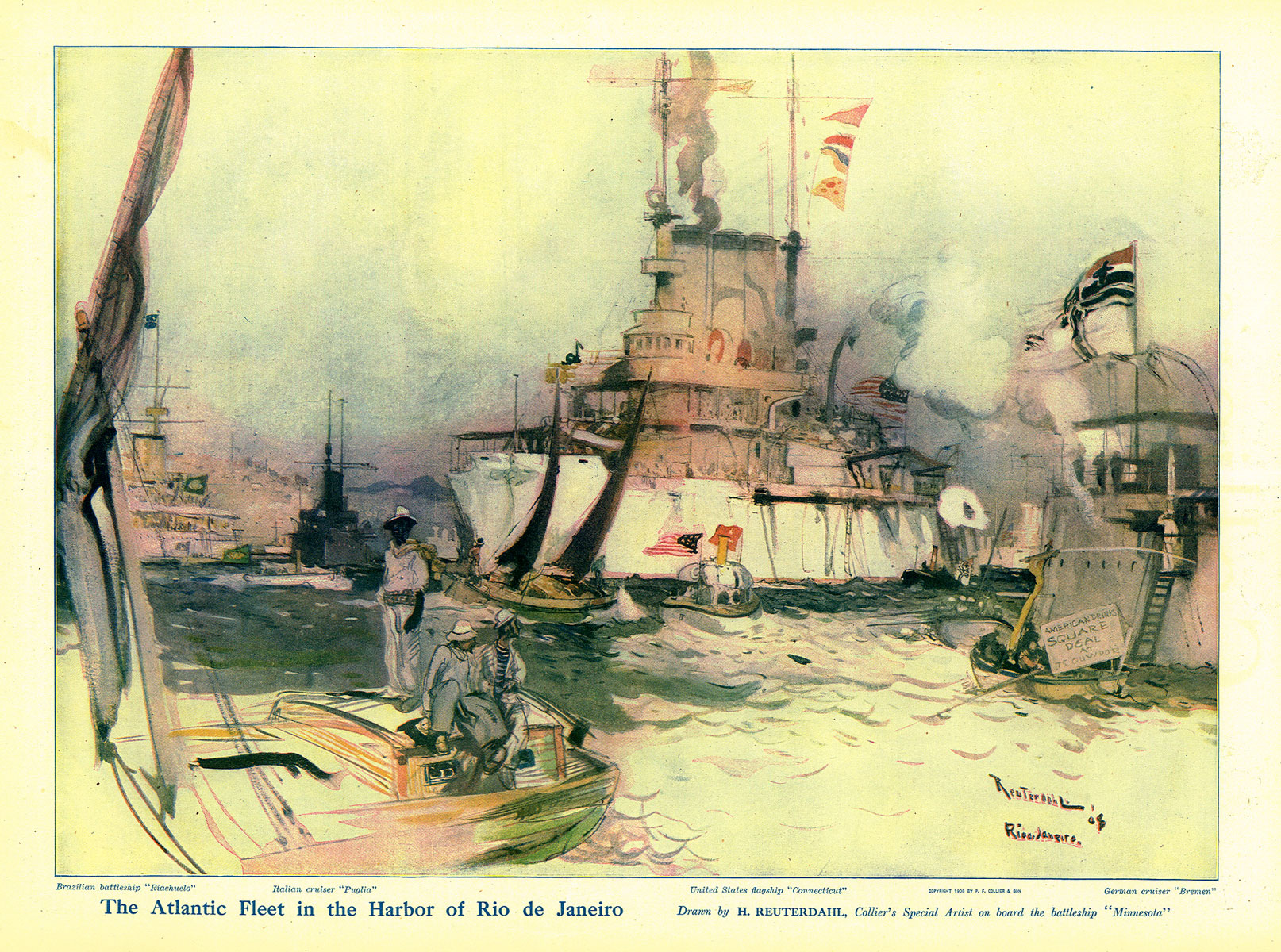
Atlantflottan i Rio de Janeiro hamn, som en del av Great White Fleet-expeditionen (1907).
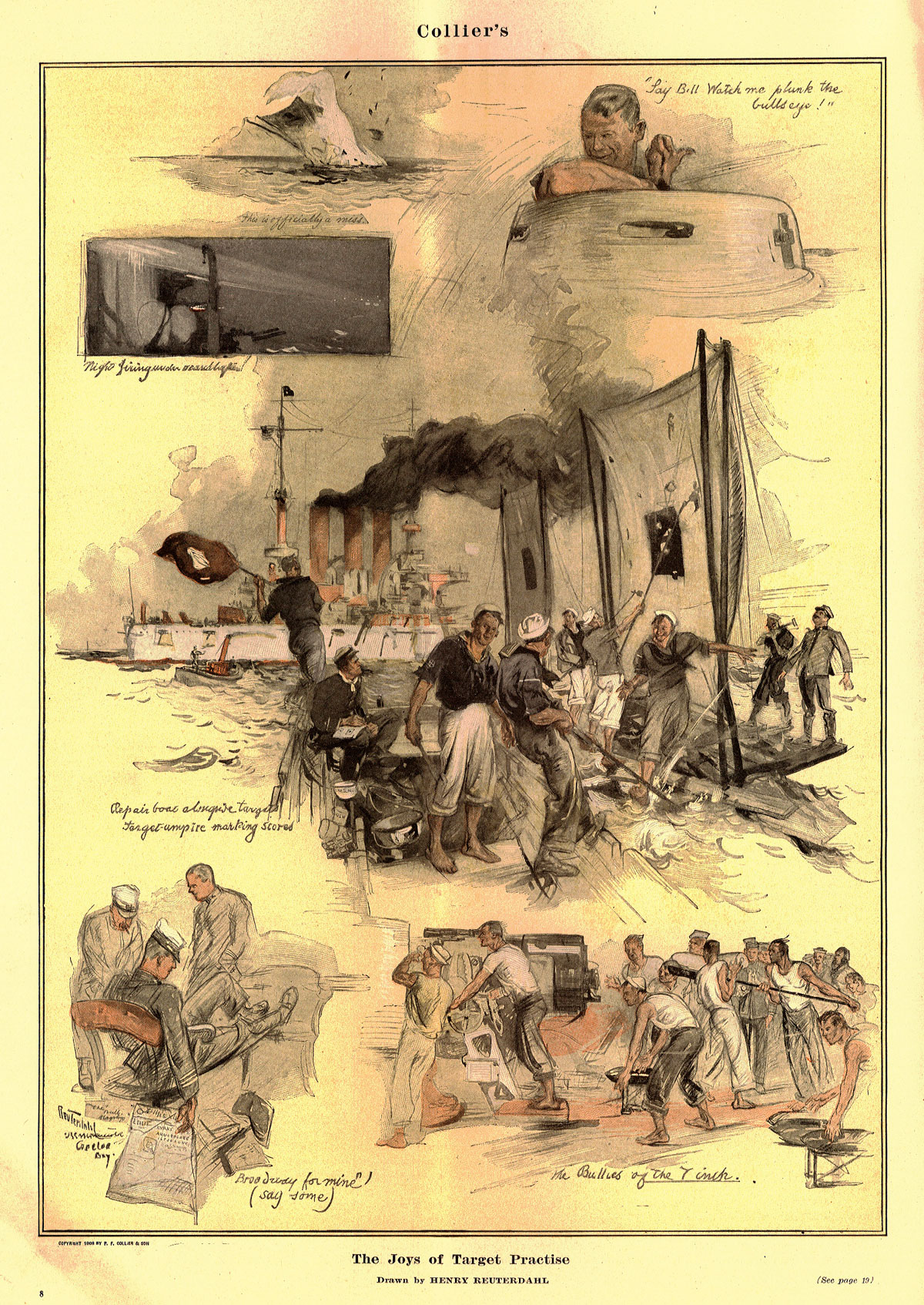
The Joys of Target Practice, teckning för Collier's, 1908.
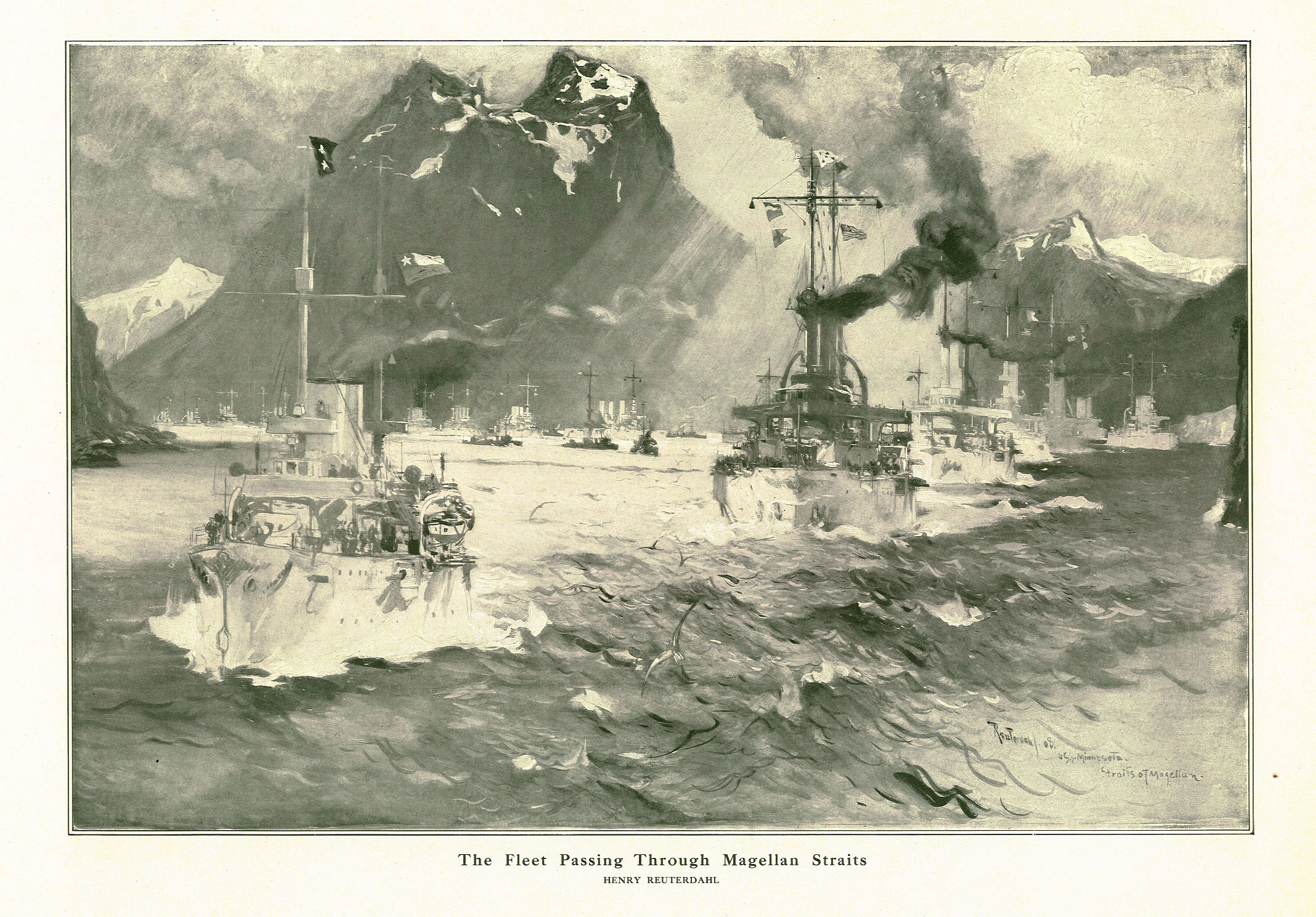
Great White Fleet passerar genom Magellans sund (1908). Målningen, som är signerad längst ner till höger, utfördes av Henry Reuterdahl, som reste på flottan USS Culgoa, som var ett kylförsörjningsfartyg i US Navy, Förenta Staternas flotta.
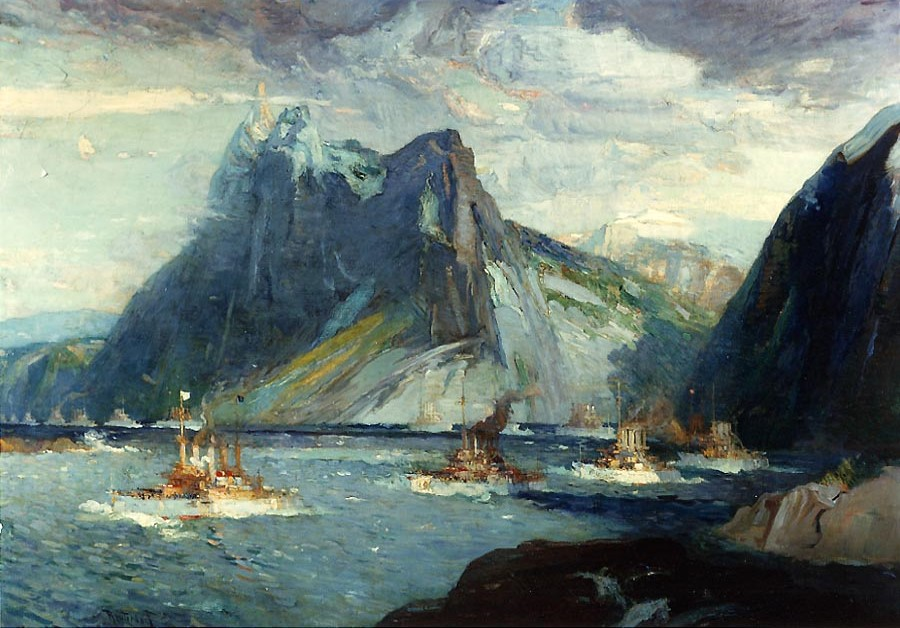
United States Fleet i Magellans sund, morgonen den 8 februari 1908. Great White Fleet-expeditionen, oljemålning signerad och daterad av konstnären 1910.

### Marinmålningar

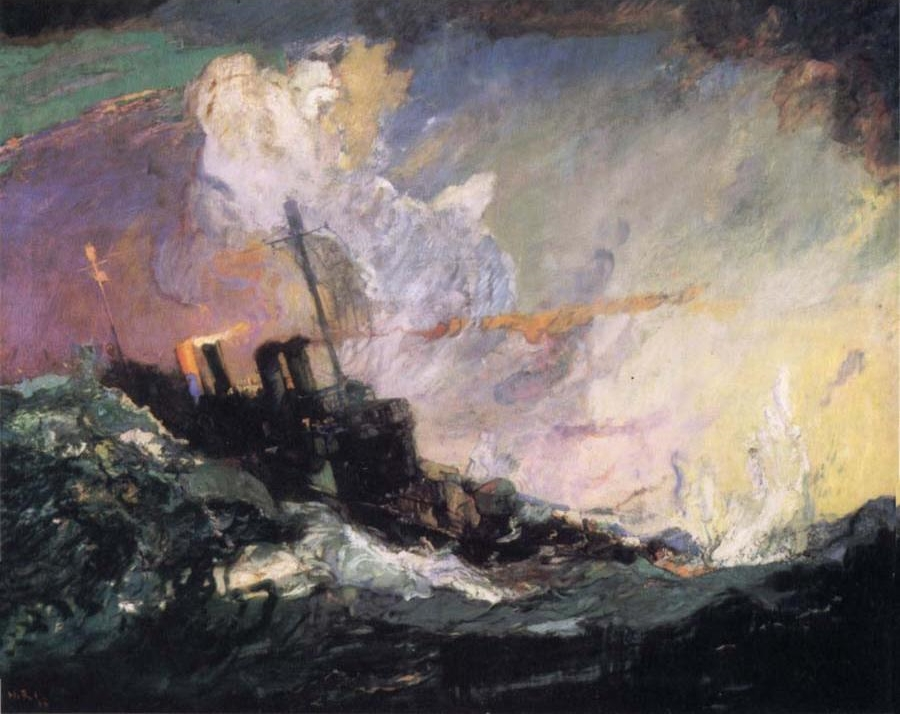
En patrullerande jagare i Atlanten (American Destroyer Patrol along the Atlantic). Privat ägo.
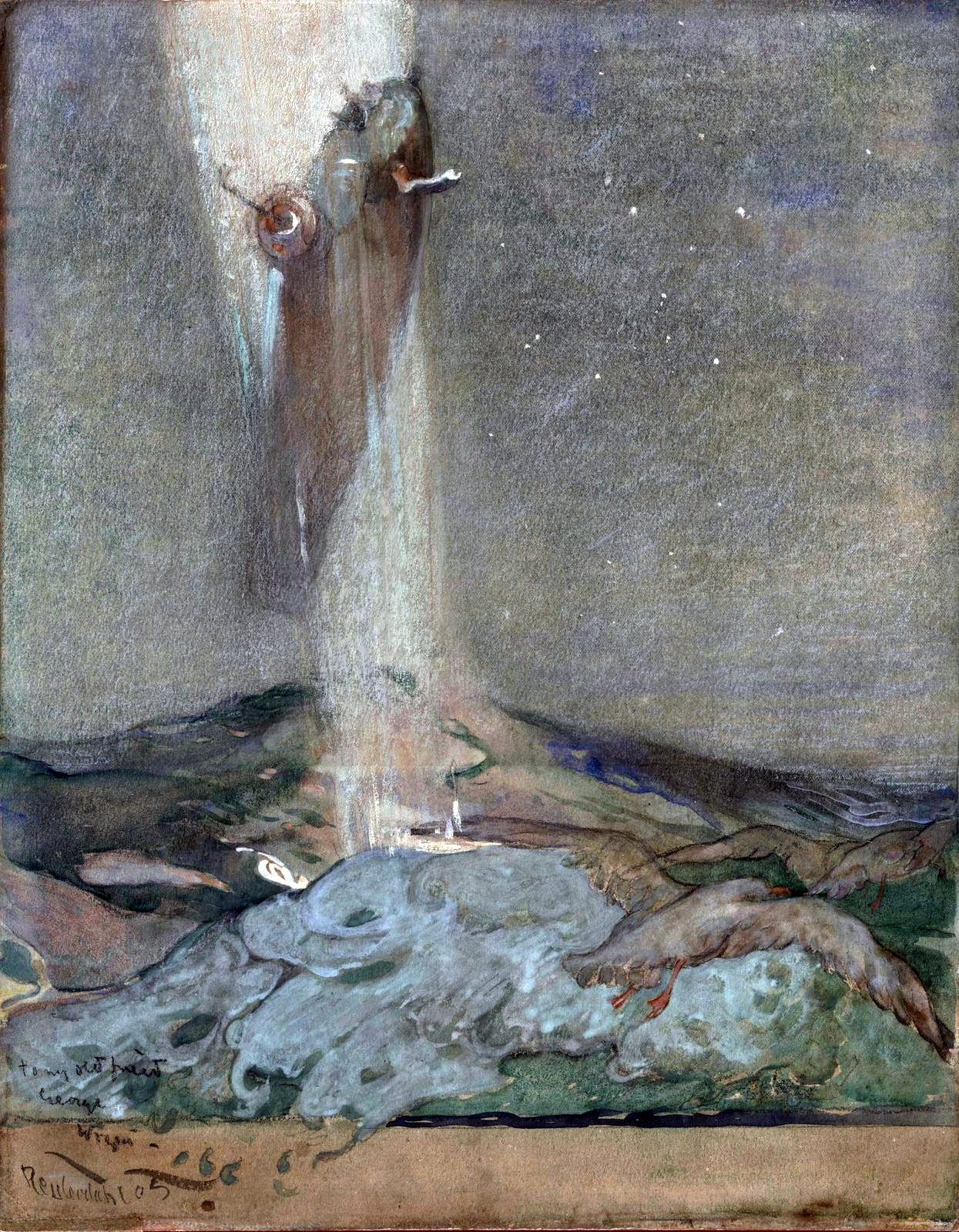
Målning för Rudyard Kiplings science fiction-berättelse With the Night Mail: A Story of 2000 A.D. (1903).
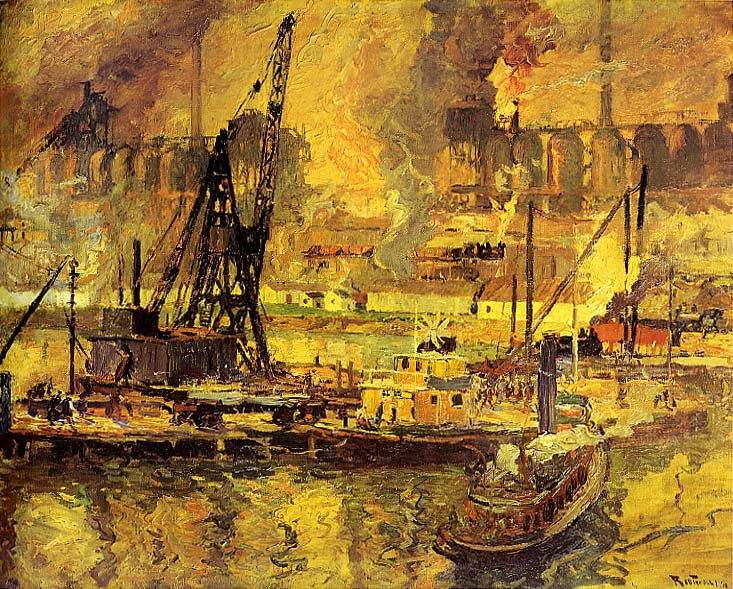
Blast Furnaces (Explosion av masugnar). Olja på duk, målad 1912, målningen utställd 1913 vid Armory Show hans inträde för Armory Show, 1913 i New York. Toledo Museum of Art, Toledo, Ohio.
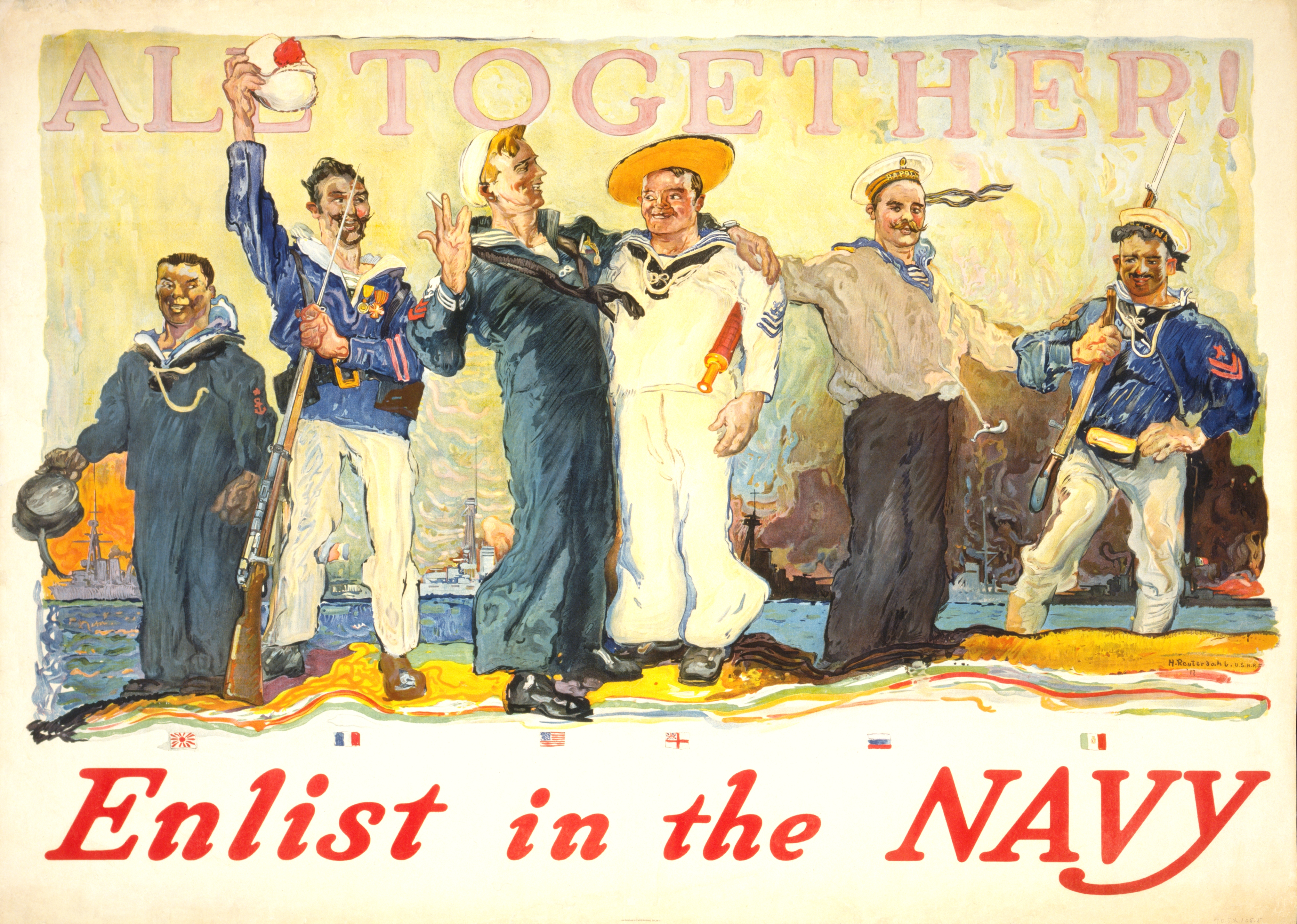
Sjörekryteringsaffisch (1917).